# روجر تايلور (لاعب كرة قدم أمريكية)
روجر تايلور (بالإنجليزية: Roger Taylor)‏ هو لاعب كرة قدم أمريكية أمريكي، ولد في 5 يناير 1958 في شوني في الولايات المتحدة.

## وصلات خارجية
- روجر تايلور على موقع مرجع كرة القدم المحترفة.كوم (الإنجليزية)